# Philogenia iquita
Philogenia iquita – gatunek ważki z rodziny Philogeniidae. Występuje na terenie Ameryki Południowej.